# Andrzej Cinciała

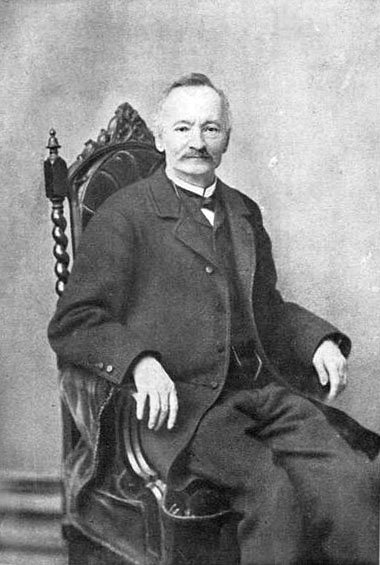
Andrzej Cinciała

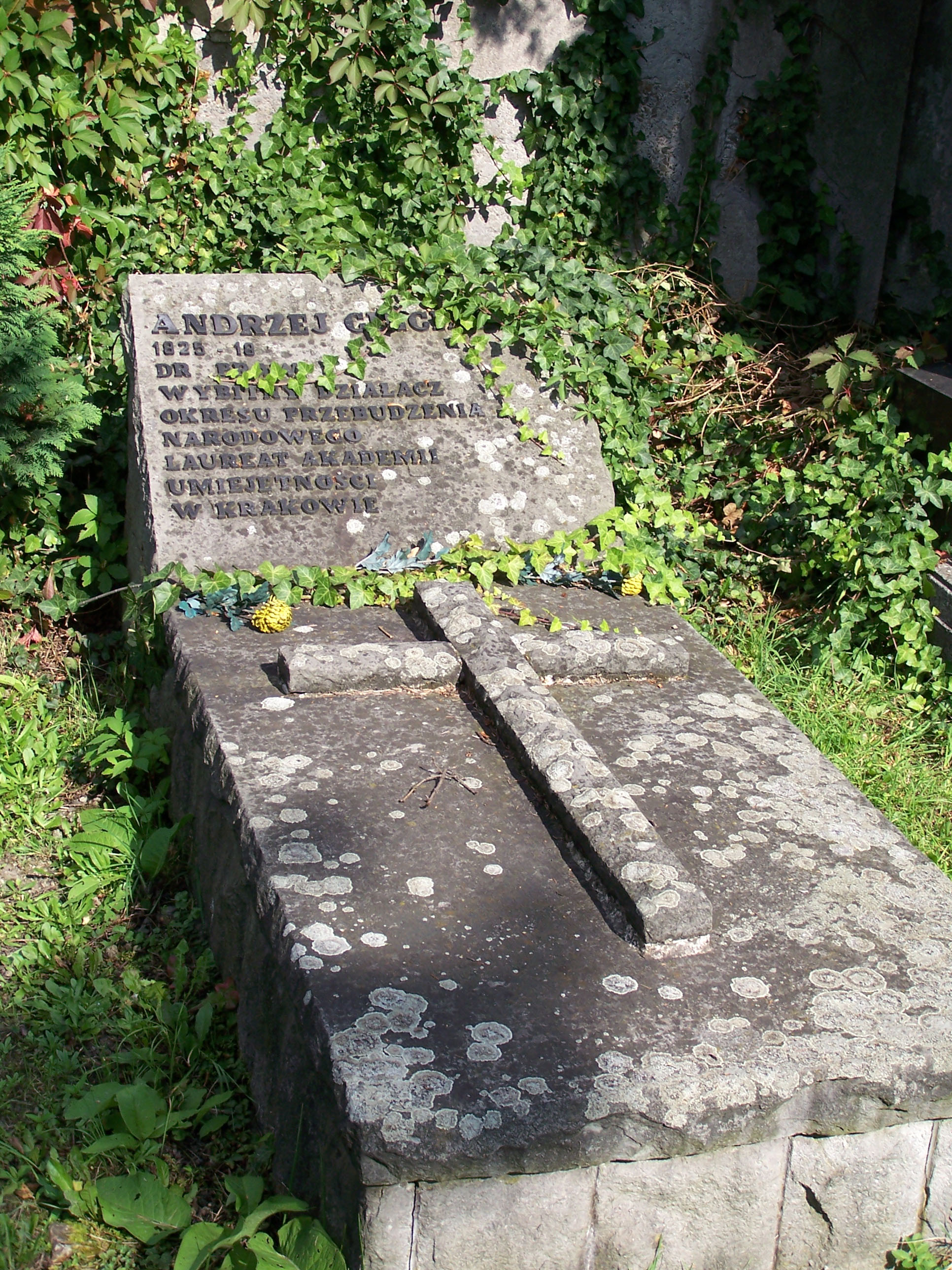
Grób Andrzeja Cinciały na cmentarzu ewangelickim w Cieszynie

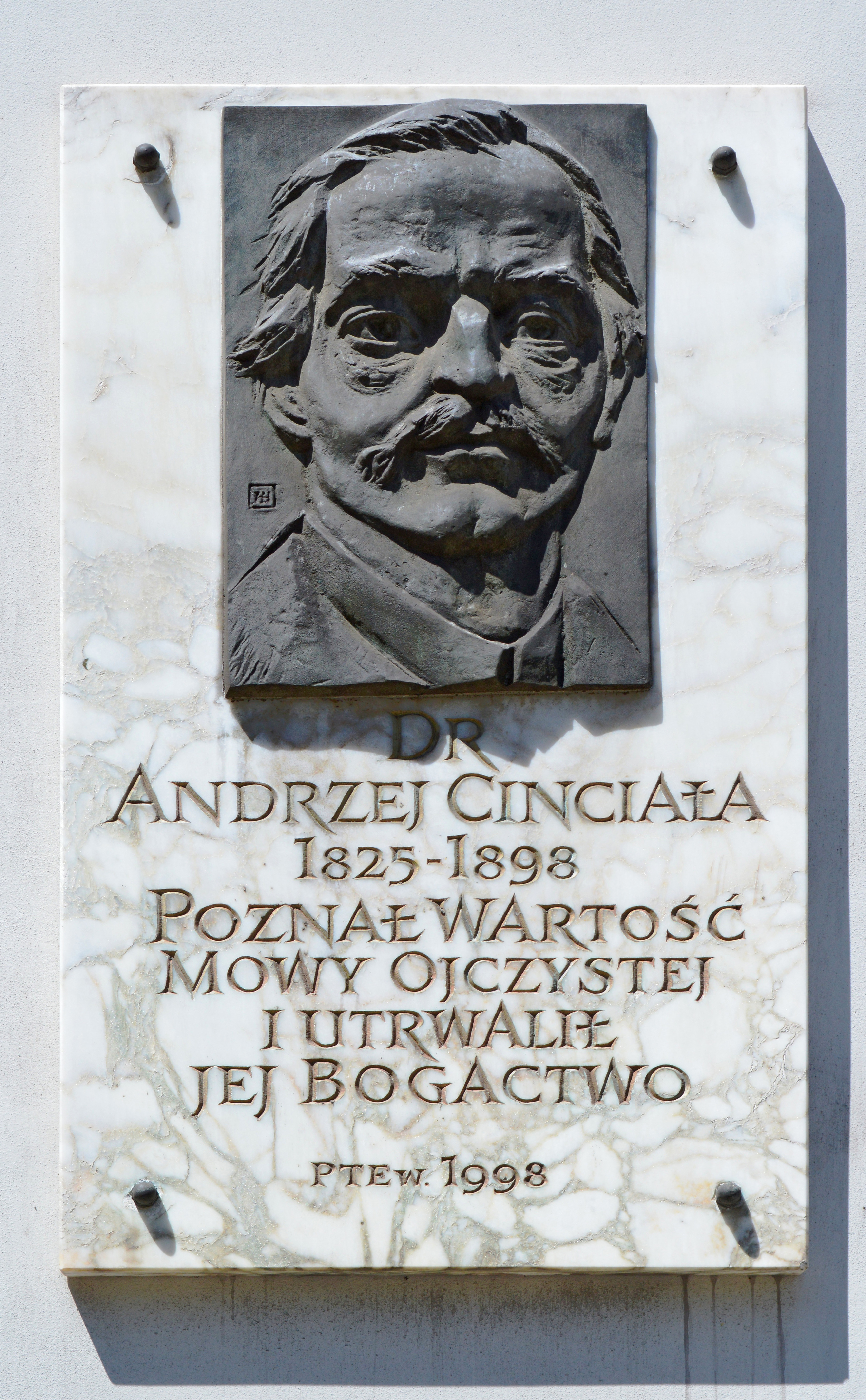
Tablica pamięci Andrzeja Cinciały w Cieszynie

Andrzej Cinciała (ur. 8 czerwca 1825 w Kozakowicach Górnych, zm. 18 lutego 1898 w Cieszynie) – polski prawnik, folklorysta, etnograf, wydawca, działacz narodowy na Śląsku Cieszyńskim.

## Rodzina
Pochodził z chłopskiej rodziny. Jego rodzicami byli Andrzej, tkacz, i Anna z Rańdców. Poślubił Matyldę z Klugów, z którą miał córki Marię i Melanię oraz syna Władysława. Jego wnukiem był Jan Stanisław Bystroń.

## Życiorys
Ukończył szkołę ludową w Goleszowie. W 1839 roku zaczął się uczyć w gimnazjum w Cieszynie. W 1842 roku zrezygnował z nauki i udał się do Krakowa, gdzie odbył praktykę księgarską. W 1846 roku wznowił przerwaną edukację i powrócił do gimnazjum. 8 września 1847 roku założył „Towarzystwo uczących się języka polskiego w ewangelickim gimnazjum w Cieszynie”. W sierpniu 1847 roku udawał się pieszo, wspólnie z Pawłem Stalmachem, do Krakowa, aby przenieść zapas polskich książek dla nowej organizacji. Kółko upadło w 1848 roku, gdy język polski wprowadzono do programu zajęć. Jesienią 1848 roku rozpoczął studia na Wydziale Prawa Uniwersytetu Jagiellońskiego. Po ukończeniu studiów w 1853 roku wrócił do Cieszyna, gdzie był pisarzem ziemskim odbywając praktykę adwokacką u Ludwika Kluckiego. Pracował jako notariusz w Cieszynie, rejent w Schildbergu na Morawach, Frysztacie i ponownie od 1881 w Cieszynie. Obok Pawła Stalmacha był czołowym działaczem polskim na Śląsku Cieszyńskim.

## Twórczość
Przyczynił się do założenia „Tygodnika Cieszyńskiego”, Czytelni Ludowej i Towarzystwa Rolniczego. Opublikował m.in. Pamiętnik prawniczy, Zbiór przysłów śląskich, Pieśni ludu śląskiego z okolic Cieszyna i Słownik dialektologiczny Śląska Cieszyńskiego. W 1848 roku napisał broszurę Nowości niesłychane dla śląskich chłopów oraz współpracował z powstałym w tym czasie „Tygodnikiem Cieszyńskim”. W 1889 roku jego Słownik dialektyczny Śląska Cieszyńskiego został nagrodzony przez Akademię Umiejętności. Był autorem pamiętników, wydanych w 1931 roku przez Jana Stanisława Bystronia.

## Publikacje
- Nowości niesłychane dla śląskich chłopów (1848)
- Podręcznik prawniczy (1883)
- Ustawa gminna i wyborcza (1884)
- Pieśni ludu śląskiego (1883)
- Przysłowia, przypowieści i ciekawsze zwroty językowe ludu polskiego na Śląsku, w księstwie Cieszyńskiém (1885)
- Słownik dialektyczny Śląska Cieszyńskiego
- Pamiętnik wydany w (1900) roku w Cieszynie pt. Z pamiętnika dra Andrzeja Cinciały[2]
- Dziennik 1846–1853. Cz. 1–2. Wyd. Marzena Bogus. Cieszyn 2015.

## Miejsce pochówku
Jest pochowany na cmentarzu ewangelickim w Cieszynie.